# Hypanthidioides panamensis
Hypanthidioides panamensis là một loài Hymenoptera trong họ Megachilidae. Loài này được Cockerell mô tả khoa học năm 1913.